# 里帕里厄斯 (紐約州)
里帕里厄斯（英語：Riparius）是位於美國紐約州沃倫縣的非建制地區。

## 歷史
里帕里厄斯的郵局自1886年營運至今。

## 地理
里帕里厄斯所處的海拔為高於海平面269米（即883英呎），而該地所採用的時區為UTC-5，即北美东部时区（EST）。同時該地設有夏令時間，為UTC-5調快一小時，即UTC-4（EDT）。